# Schloss Lobris

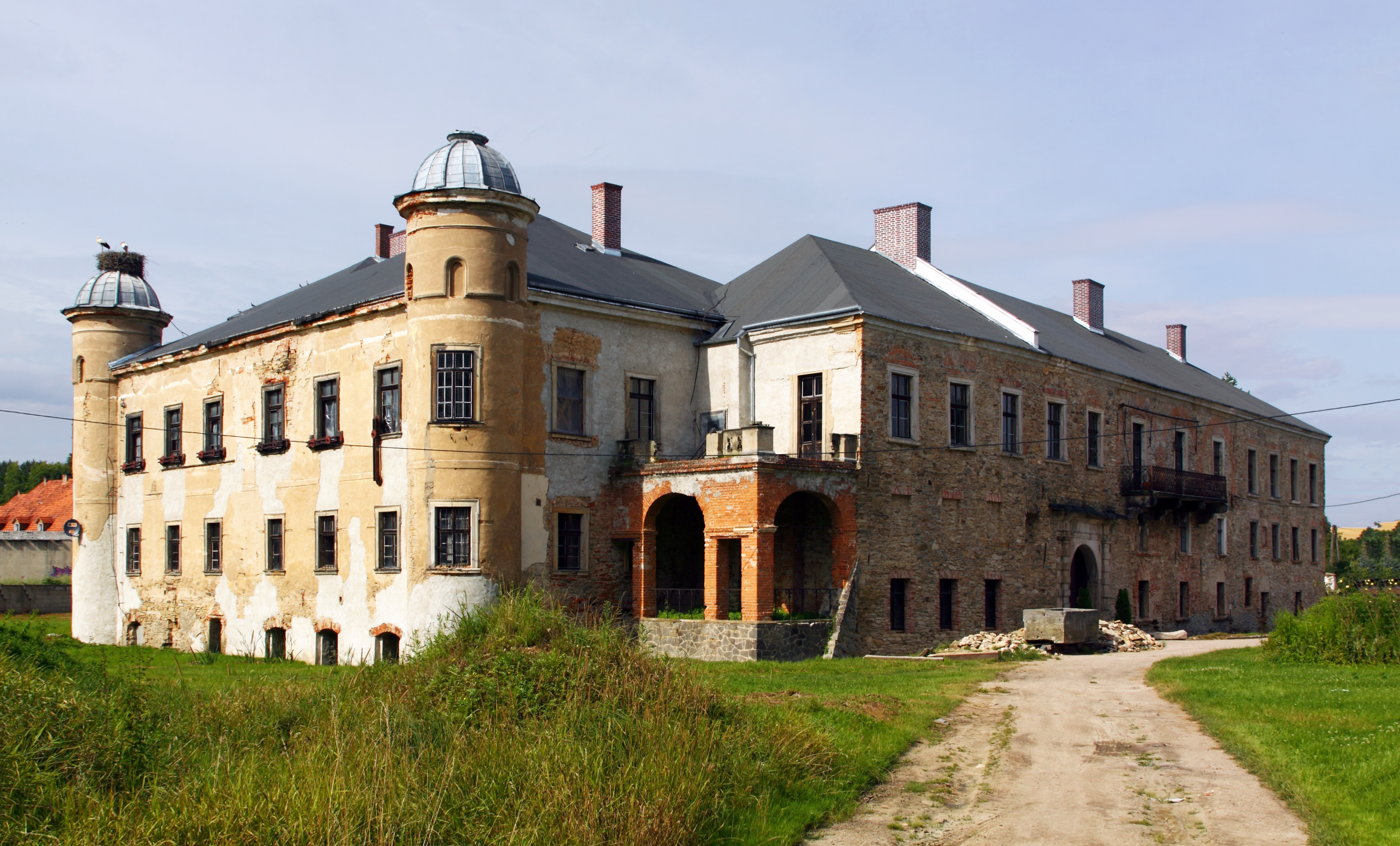
Ruine von Schloss Lobris

Schloss Lobris (polnisch Pałac w Luboradzu) ist ein Schloss in Luboradz (Lobris) in der Landgemeinde Mściwojów (Profen) in der Woiwodschaft Niederschlesien in Polen. Das Schloss war eine der herausragendsten Residenzen Schlesiens.

## Geschichte
Erstmals erwähnt wurde „Loboradz“ um das Jahr 1300. Damals gehörte es zum piastischen Herzogtum Schweidnitz-Jauer, das nach dem Tod des Herzogs Bolko II. 1368 erbrechtlich an Böhmen fiel, wobei Bolkos Witwe Agnes bis zu ihrem Tode 1392 die Nutznießung zustand. Zwischen 1396 und 1412 gehörte es dem Nikolaus von Sachenkirch, ab 1480 den von Bock. Deren Renaissanceepitaphe befinden sich in der 1581 von Hans von Bock gestifteten Dorfkirche. Zunächst bestand in Lobris eine wehrhafte Anlage. Sie wurde um 1560 zu einer zweiflügeligen Renaissanceanlage umgebaut, deren West- und Nordflügel in der heutigen Anlage erhalten sind. Aus dieser Zeit haben sich Reste des Sgraffitoputzes, Malereien und Türgewände erhalten.
In der ersten Hälfte des 17. Jahrhunderts erwarb Landeshauptmann Hans von Starhemberg Schloss und Gut Lobris, der es 1654 dem Otto von Nostitz-Rokitnitz (1608–1664) verkaufte. Dieser war Geheimrat des böhmischen Landesherrn Ferdinand III. und Landeshauptmann der Fürstentümer Breslau und Schweidnitz-Jauer. Sein Sohn Christoph Wenzel von Nostitz-Rokitnitz erweiterte das Schloss 1681–1686 durch den Baumeister Antonio Domenico Rossi. An der Nordseite wurde ein Gartenpavillon errichtet, an der Ostseite die Schlosskapelle. In einem angrenzenden Raum befand sich eine wertvolle Gemäldegalerie, in der sich u. a. die Andromeda von Michael Willmann befand. Er gestaltete auch einen Zyklus für die Schlosskapelle, der sich heute im Nationalmuseum Breslau befindet. Das dem südlichen Schlossflügel vorgesetzte Kavaliershaus mit einem dreiachsigen Mittelrisalit beherbergte die Bibliothek mit zahlreichen bibliophilen Kostbarkeiten. Im Obergeschoss des Westflügels befindet sich heute eine ursprünglich in der Bibliothek angebrachte allegorische Darstellung des Kriegsgottes Mars. Zu den bedeutendsten Räumen gehört der an den Westflügel angebaute Ahnensaal, der das ganze Obergeschoss einnimmt. Im Mittelfeld wird das Herrscherhaus der Habsburger glorifiziert, und in ovalen Feldern 53 gemalte Büsten mit Angehörigen des Geschlechts Nostitz darstellt. Über dem Kamin gegenüber dem Eingang befindet sich ein Bildnis des Stifters Christoph Wenzel.
Um 1740 wurden die Außenfassaden neu gestaltet und die barocken Balustraden zwischen dem Schloss und dem Bibliotheksgebäude geschaffen. Diese Arbeiten werden dem aus Jauer stammenden Architekten Christoph Hackner zugeschrieben. Nach dem Ersten Schlesischen Krieg 1742 fiel Lobris zusammen mit dem größten Teil Schlesiens an Preußen.
Bis 1890 blieb das Schloss Besitz des Adelsgeschlechts Nostitz. Damals heiratete Ernestine, eine Tochter des Grafen Joseph von Nostitz-Rieneck den Grafen Engelhard Dietrich von Wolkenstein-Trostburg. Da sich das Paar nur selten auf Lobris aufhielt, wurden die Sammlungen vernachlässigt. 1895 wurde die reiche Bibliothek mit über 11.000 Büchern aufgelöst und die meisten Bücher in München versteigert. Die Malereien des leeren Bibliotheksaals wurden 1938 in das Obergeschoss des westlichen Flügels transloziert.
Im Zweiten Weltkrieg blieb das Ensemble unversehrt. Nach dem Krieg und dem Übergang an Polen 1945, wurde das Schloss geplündert und die noch vorhandenen Sammlungen verschleppt. 1959 wurde die Schlossanlage unter Denkmalschutz gestellt. Im Schloss wurden Wohnungen eingerichtet, die Repräsentationsräume blieben ungenutzt. Obwohl in den 1970er und 1980er Jahren Sicherungsmaßnahmen erfolgten, sind heute erhebliche Schäden sichtbar. Im Schlosspark sind nur Fragmente von Skulpturen und einige Brüstungselemente erhalten geblieben.